# Sar Dehlaq
Sar Dehlaq (persiska: سردهلق, Sardehlāq) är en ort i Iran.   Den ligger i provinsen Kermanshah, i den nordvästra delen av landet, 400 km väster om huvudstaden Teheran. Sar Dehlaq ligger 1 824 meter över havet och antalet invånare är 203.
Terrängen runt Sar Dehlaq är kuperad åt sydväst, men åt nordost är den bergig. Runt Sar Dehlaq är det ganska tätbefolkat, med 239 invånare per kvadratkilometer. Närmaste större samhälle är Şaḩneh, 8,7 km söder om Sar Dehlaq. Trakten runt Sar Dehlaq består i huvudsak av gräsmarker.